# Усса (приток Рессы)
Усса (Суходолка) — река в Калужской области России.
Протекает по территории Барятинского и Мещовского районов. Впадает в реку Рессу в 101 км от её устья по левому берегу. Длина реки составляет 20 км, площадь водосборного бассейна — 83,2 км².

## Данные водного реестра
По данным государственного водного реестра России относится к Окскому бассейновому округу, водохозяйственный участок реки — Угра от истока и до устья, речной подбассейн реки — Бассейны притоков Оки до впадения Мокши. Речной бассейн реки — Ока.
Код водного объекта в государственном водном реестре — 09010100412110000021160.